# بيترو وتشنسكي
بيترو وتشنسكي (بالرومانية: Petru Lucinschi) (و. 1940 – م) هو سياسي من مولدوفا .
وهو عضو في الحزب الشيوعي السوفيتي .

## روابط خارجية
- بيترو وتشنسكي على موقع مونزينجر (الألمانية)
- بيترو وتشنسكي على موقع أوليمبيديا (الإنجليزية)